# غيديميناس كيركيلاس
غيديميناس كيركيلاس (30 أغسطس 1951 في فيلنيوس - 20 أبريل 2024) هو سياسي ورئيس حكومة ليتوانيا (2006 - 2008) وعضو في الحزب الديمقراطي الاجتماعي.

## حياته
وُلد غيديميناس في أسرة أكاديمية، له ست أخوات. بعد تحصيلة سهادة البكالوريوس في فيلنيوس عام 1969 وآدائه الخدمة العسكرية بين عامي 1969 و1972 اشتغل مرممًا بين عامي 1972 وحتى عام 1978، ثم تفرَّغ لدراسة العلوم السياسية في مدرسة الحزب الشيوعي في فيلنيوس إلى غاية عام 1982. في عام 2004 تحصل على درجة الماجستير من كلية إدارة الأعمال الدولية في جامعة فيلنيوس.

## حياته الخاصة
غيديميناس متزوج من ليودميلا وأنجب ولدان: رولنداس وديانا. إلى جانب اللغة الليتوانية يتحدث غيديميناس أيضاً اللغة الإنجليزية واللغة الروسية.

## مهنته السياسية
عمل غيديميناس كيركيلاس مع مختلف لجان الحزب الشيوعي. بدءا من عام 1989 وأعتبر أول أمين نصب على رأس اللجنة المركزية التي كانت تحت قيادة ألغيرداس برازاوسكاس سابقا.

## روابط خارجية
- غيديميناس كيركيلاس على موقع مونزينجر (الألمانية)
- غيديميناس كيركيلاس على موقع إن إن دي بي (الإنجليزية)